# Electric Comic Book
Electric Comic Book je druhé studiové album newyorské garage a psychedelic rockové skupiny Blues Magoos, vydané v dubnu roku 1967.

## Seznam skladeb
1. "Pipe Dream" (Gilbert, Scala)
2. "There's a Chance We Can Make It" Gilbert, Scala)
3. "Life is Just a Cher O'Bowlies" (Gilbert, Scala)
4. "Gloria" (Van Morrison)
5. "Intermission" (Esposito)
6. "Albert Common is Dead" (Gilbert, Scala)
7. "Summer is the Man" (Esposito, Scala)
8. "Baby, I Want You" (Gilbert, Theilhelm)
9. "Let's Get Together" (Reed)
10. "Take My Love" (Gilbert, Scala)
11. "Rush Hour" (Daking, Gilbert, Esposito)
12. "That's All Folks" (Blues Magoos)

## Sestava
- Ralph Scala – klávesy, zpěv
- Emil "Peppy" Theilhelm – kytara, zpěv
- Ron Gilbert – baskytara, zpěv
- Mike Esposito – kytara
- Geoff Daking – bicí, perkuse